# Amelanchier canadensis
Amelanchier canadensis là một loài thực vật của chi Amelanchier, là loài bản địa của miền đông Bắc Mỹ, phân bố từ tây Newfoundland đến nam Ontario của Canada và từ Maine đến nam Alabama của Mỹ. Cây này chủ yếu mọc ở vùng đất ẩm ướt, cụ thể là ở đồng bằng ven biển Đại Tây Dương, mọc tại độ cao có thể lên đến 200 m so với mặt biển.

## Sinh trưởng
Amelanchier canadensis là loại cây gỗ nhỏ rụng lá hàng năm, mọc cao từ 0,5 đến 8 m. Lá mọc so le, có hình trứng trông đơn giản, dài 1-5,5 cm và rộng 1,8-2,8 cm, chóp lá tròn hoặc hơi nhọn. Mặt dưới lá phủ lông tơ, viền lá có răng cưa, cuống lá dài 8–15 mm. Hoa mọc vào đầu mùa xuân, chùm hoa nằm ở cuối cành, dài 4–6 cm, gồm từ bốn tới 10 bông. Hoa có năm cánh, dài 7,6–11 mm và rộng 2–4 mm, có 20 nhị. Quả có dạng quả táo, đường kính 7–10 mm, khi chín có màu tím sẫm. Quả có vị ngọt, ăn được. Quả chín vào tháng 6 và tháng 7.

## Công năng
Amelanchier canadensis được dùng làm cây thuốc, thực phẩm và cây cảnh trang trí.